# Charu Roy
Pour les articles homonymes, voir Roy.
Charu Roy, né à Berhampore (Indes britanniques, maintenant Berhampur, Orissa, Inde) le 6 septembre 1890 et mort à Calcutta (Bengale occidental, Inde) le 28 septembre 1971, est un réalisateur  et acteur indien.

## Filmographie

### Comme réalisateur
- 1928 : Loves of a Moghul Prince
- 1930 : Bigraha
- 1931 : Swami
- 1931 : Chorekanta
- 1934 : Rajnati Basantsena
- 1935 : Diljani
- 1935 : Daku Ka Ladka
- 1936 : Kuhu-O-Keka
- 1936 : Graher Pher
- 1936 : Bangalee
- 1939 : Pathik

### Comme acteur
- 1928 : Loves of a Moghul Prince
- 1929 : Shiraz : l'empereur Shâh Jahân
- 1929 : Prapancha Pash : le roi Ranjit